# Ravenclaw
Ravenclaw es una de las cuatro casas en las que se dividen los estudiantes del colegio Hogwarts en el universo ficticio de los libros y películas de Harry Potter.
Esta casa fue fundada por Rowena Ravenclaw y solo son escogidas personas inteligentes, creativas y sabias.

## Datos y características principales de la casa Ravenclaw
- Jefe de la casa: Filius Flitwick.
- Colores representativos: Azul y Bronce.
- Animal representativo: Águila
- Fundadora: Rowena Ravenclaw.
- Fantasma: Helena Ravenclaw (hija de Rowena Ravenclaw), conocida como la Dama Gris.
- Cualidades requeridas: inteligencia, curiosidad y sabiduría. Una mente dispuesta y creativa.
- Localización: la Torre de Ravenclaw, o torre oeste, en el séptimo piso del castillo, a un lado de la torre este o torre de Gryffindor.
- Guardia de entrada: una puerta sin picaporte, en la que una aldaba con forma de águila formula una pregunta o acertijo para poder entrar, que no es siempre la misma. Es necesario dar la respuesta correcta para que la puerta se abra. De lo contrario, habrá que esperar a que llegue otro estudiante o profesor que pueda resolver el acertijo propuesto.
- Elemento de Ravenclaw: aire, ya que se asocia con la creatividad y la sabiduría, dos características fundamentales de esta casa.
- Significado del nombre: garra de cuervo.
- "Una inteligencia sin límites es el mayor tesoro de los hombres" se considera la frase que resume el espíritu de la casa.
- Ser un Ravenclaw: Eres de Ravenclaw cuando si posees una mente hábil y dispuesta, grandes habilidades intelectuales y gran aprecio por el arte.

## Reliquia más preciada
La diadema de Rowena Ravenclaw, una tiara que potencia la sabiduría de quien la usa. Fue robada por la hija de la fundadora, Helena, quien pretendía ser más inteligente que su madre. 
La diadema fue convertida en un Horrocrux por Tom Riddle también conocido como lord Voldemort, y destruida en la Sala de los Menesteres (también llamada la Sala que Viene y Va) por un hechizo de fuego maldito en el libro Harry Potter y las reliquias de la Muerte. Este hechizo fue lanzado por Vincent Crabbe, quien muere en el proceso.
En la película Harry Potter y las reliquias de la Muerte: parte 2, Harry Potter la destruye con un colmillo de basilisco y posteriormente Ron Weasley la remata lanzándola al fuego maldito (fiendfyre).

## Sala común de Ravenclaw
La sala común se encuentra en la torre oeste del castillo (Torre de Ravenclaw), a un lado de la torre donde se encuentra la sala común de Gryffindor. La entrada a la sala común, a diferencia de las otras tres es la única que no está escondida o es secreta, se encuentra al final de una larga escalera de caracol. Cuando llegas, tienes que responder correctamente al acertijo que formula el cuervo de la puerta sin picaporte. Aunque siendo Ravenclaw es más sencillo responder el acertijo, cualquiera suficientemente sabio puede responder, como se vio cuando Minerva McGonagall pudo responder correctamente el acertijo y entrar. El interior es una sala circular con piso de piedra Blanca, llena de ventanas arqueadas que dan a los terrenos del colegio, el bosque prohibido, el lago, el campo de quidditch y los jardines de herbología. Las habitaciones se encuentran en torretas que salen de la torre principal, las camas con dosel están cubiertas con edredones de fina seda azul, y el sonido del viento en las ventanas es muy relajante. Harry Potter entró en ella antes de la Batalla de Hogwarts y también describe una estatua de Rowena Ravenclaw sobre una Basa.

## Listado de alumnos famosos
- Helena Ravenclaw
- Marcus Belby
- Luna Lovegood
- Gilderoy Lockhart
- Garrick Ollivander
- Quirinus Quirrell
- Penélope Clearwater
- Cho Chang
- Terry Boot
- Marietta Edgecombe
- Michael Corner
- Padma Patil
- Filius Flitwick
- Sybill Trelawney
- Ana Ravenclaw
- Genesis Obreque